# マルチメディア振興センター
一般財団法人 マルチメディア振興センター（マルチメディアしんこうセンター、英文名称：The Foundation for MultiMedia Communications、略称：FMMC）は、マルチメディア通信に関するネットワークの利用促進や、政府のe-Japan戦略のための事業を行ってきた法人。1996年に財団法人テレコム高度利用推進センターと財団法人新世代通信網利用高度化協会を統合し、財団法人マルチメディア振興センターとして設立された。その後、総務省総合通信基盤局電気通信事業部データ通信課所管の財団法人から、公益法人制度改革に伴い一般財団法人へ移行した。

## 沿革
- 平成2年2月2日　財団法人テレコム高度利用推進センター設立[1]
- 平成6年11月　マルチメディア異業種交流会発足
- 平成8年4月1日　財団法人新世代通信網利用高度化協会（PNES)解散に伴い、その事業を継承するとともに、財団法人マルチメディア振興センターに名称変更
- 平成8年11月　電子商取引実験「ベコニンキャット」開始
- 平成9年7月　第2期新世代通信網パイロットモデル事業開始
- 平成10年9月　電子マネー実験「icash」開始
- 平成10年10月　シームレス・ネットワーク研究会発足
- 平成12年7月　新世代通信網普及推進委員会を新世代通信網研究会に再編
- 平成12年10月　Eジャパン協議会発足（電子メッセージング協議会とサイバービジネス協議会を統合）
- 平成13年7月　ブロードバンド研究会発足
- 平成14年2月　マルチメディア異業種交流会をeビジネス異業種交流会に名称変更
- 平成14年4月　放送コンテンツのネットワーク流通にむけた権利クリアランスに関する研究会発足
- 平成14～17年度　e-Japan戦略の実現に向けた諸施策の推進
- 平成18年4月　e-ネットキャラバン発足
- 平成19年4月　財団法人国際通信経済研究所（RITE)解散に伴い、その事業を継承。
- 平成19年8月　「P2Pネットワーク実験協議会」の発足
- 平成19年12月　「情報通信における安心安全推進協議会（標語）」の発足
- 平成20年4月　｢ASP･SaaS安全･信頼性に係る情報開示認定制度」の運用開始
- 平成21年2月　「安心ネットづくり促進協議会」の発足
- 平成21年4月　「ネットワーク高度利用推進協議会」（P2Pネットワーク実験協議会を発展・改組）の発足
- 平成21年4月　「公共情報コモンズ」の実用化試験サービス開始
- 平成24年4月　財団法人マルチメディア振興センターから一般財団法人マルチメディア振興センターに移行

## 組織
- 役員[2]
  - 理事長 桜井俊（元総務事務次官）
  - 専務理事 北條仁康
  - 歴代理事長 辻井重男（東京工業大学名誉教授）
- その他に理事、監事、評議員、顧問を置く
- 利用推進部 ネットワーク及びその利用に関する事業
- 技術調査部 ネットワーク及びその利用に関する技術開発、実用実験など
- 一般会員 企業など91社・団体[3]
- 所在地 東京都港区虎ノ門二丁目4番1号　虎ノ門ピアザビル 4階[4]

## 活動内容

### 概要
マルチメディア通信とネットワークに関する調査研究、技術開発、実用実験、 情報の収集と提供、普及啓発を行っている。

### 報告書・出版物
情報通信分野等の調査、研究成果をWWWサイトで公開している。

### 機関誌
- マルチメディアクォータリー（WWWサイトで公開）

### 主催組織
- ネット利用の安全と未来推進会議
- e-ネットキャラバン運営協議会[6]
- オアシス協議会
- 電気通信分野における情報セキュリティ対策協議会
- e-ビジネス異業種交流会
- 日本バイオメトリクス認証協議会
- シームレス・ネットワーク研究会

### その他
- 災害情報共有システム（Lアラート）の運営[7]
- ITリテラシー向上プロジェクト「DIGITAL POSITIVE ACTION」への参画[8]